# Symphony OS
Symphony OS, noto anche come SymphonyOne, è un distribuzione GNU/Linux basata su Ubuntu che utilizza l'ambiente desktop GNOME. Questa distro è stata progettata con il fine di ottenere un'estrema semplicità e usabilità: le reti WLAN possono funzionare automaticamente, senza intervento da parte dell'utente. SymphonyOne include anche una sua Mozilla nel proprio ambiente, chiamata Orchestra.

## Storia

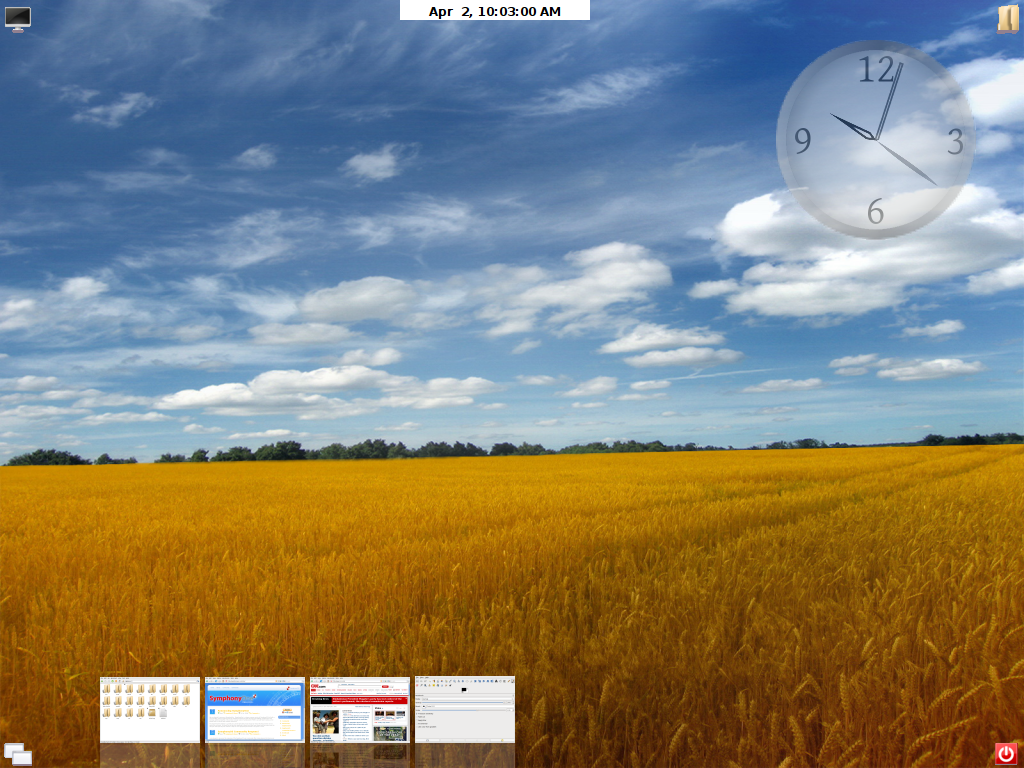

Inizialmente SymphonyOne era basata su Knoppix, ma già dalle prime uscite del maggio 2006 passò a Debian unstable e nel 2007 passò definitivamente ad Ubuntu. Nel 2010, colpito da una profonda crisi economica, il progetto Symphony OS viene sospeso ed il relativo sito viene reso irraggiungibile. A fine del Giugno 2011 il progetto riprende per un periodo breve, viene annunciato il passaggio da Mezzo Desktop a GNOME, pubblicando alcune immagini ma non fornendo ad alcun utente la possibilità di utilizzare la distribuzione in quanto il sito ed il relativo progetto sono stati resi nuovamente irraggiungibili.
A inizio gennaio 2014 viene ripreso il progetto, ritornando su Mezzo Desktop con SymphonyOS 14.0, il progetto non è più incentrato nella gestione dello spazio ma adesso è più cloud-based cercando di utilizzare webapps.